# Fundacja im. Róży Luksemburg

Logo Rosa-Luxemburg-Stiftung

Fundacja Analizy Społecznej i Edukacji Politycznej im. Róży Luksemburg (niem. Rosa-Luxemburg-Stiftung) – niemiecka fundacja zbliżona do partii Die Linke. 
Powstała w 1990 w Berlinie dla analizy społecznej i politycznej. Organizacja oddana jest celom i wartościom międzynarodowego ruchu socjalistycznego i socjaldemokratycznego.
Od 2003 fundacja ma biura zagraniczne w Johannesburgu, Moskwie i Warszawie.